# Райс, Юджин
Юджин Райс (англ. Eugene Franklin (F.) Rice Jr.; 20 августа 1924, Лексингтон, Кентукки — 4 августа 2008, Нью-Йорк) — американский историк, видный ренессансовед.
Доктор философии (1953). Именной профессор (эмерит) Колумбийского университета (с 1995), где трудился с 1964 года. В последнем удостился Great Teacher Award (1984).
Член Американского философского общества (2001). Также отмечен Philip Schaff Prize и др.
Вырос в Пуэрто-Рико, где его отец управлял плантациями сахарной компании из Бостона.
Окончил Гарвард (бакалавр, 1947), где учился с 1942 года — с перерывом на трёхлетнюю службу в армии. Там же получит докторскую степень; занимался для чего в Высшей нормальной школе в Париже. На протяжении девяти лет, с 1954 года, преподавал в Корнельском университете, а в 1964 году перешел в Колумбийский университет, заведовал кафедрой истории. С 1995 года именной профессор (William R. Shepherd Professor) истории — эмерит (согласно другому источнику, вышел в отставку в 1997 году). На протяжении 20 лет являлся исполнительным директором Renaissance Society of America; с 1979 по 1981 год вице-президент Американской исторической ассоциации. Удостоился Festschrift в свою честь в 1991 году. Председатель отборочной комиссии John Frederick Lewis Award в 2007 году.
Первую свою книгу выпустил на основе своей диссертации — The Renaissance Idea of Wisdom (Harvard University Press, 1958) {Рец. Richard Popkin}. Удостоилась наград его книга St. Jerome in the Renaissance (Johns Hopkins University Press, 1985) {Рец. Jerry H. Bentley}. Автор учебника The Foundations of Early Modern Europe, 1460—1559.
Был женат.
Остались сестра, дети и внуки, а также компаньон.